# 道格·布林厄姆
道格·布林厄姆（英語：Doug Brinham，1934年2月25日—2020年9月28日），加拿大男子篮球运动员。他曾代表加拿大获得1956年夏季奥运会男子篮球比赛第九名。他于2020年在不列颠哥伦比亚省白石去世。